# Обыкновенное чудо (пьеса)
«Обыкновенное чудо» — пьеса в трёх действиях драматурга Евгения Шварца, завершённая в 1954 году. Работа над произведением, изначально имевшим название «Медведь», продолжалась в течение десяти лет. «Обыкновенное чудо» впервые было опубликовано в сборнике «„Тень“ и другие пьесы», вышедшем в свет в Ленинграде в 1956 году. Спектакль по пьесе впервые был представлен зрителям в 1956 году на сцене московского Театра-студии киноактёра. Пьеса дважды — в 1964 и в 1978 годах — экранизирована.

## История создания
Судя по дневникам драматурга, к написанию пьесы, имевшей в черновиках рабочие названия «Медведь» и «Влюблённый медведь», Евгений Шварц приступил 10 декабря 1944 года. Работа над произведением продолжалась в течение десяти лет; текст постоянно переделывался и шлифовался. Автор весьма трепетно относился к теме и сюжету «Медведя», о чём свидетельствует дневниковая запись: «Эту пьесу я очень люблю, прикасаюсь… к ней с осторожностью и только в такие дни, когда чувствую себя человеком». Как вспоминал писатель Леонид Рахманов, Шварц долго не мог найти устраивавшую его версию финала, а потому не раз читал друзьям вслух различные редакции третьего, заключительного действия «Медведя».
Окончательное название пьесы закрепилось в 1956 году, когда к Шварцу обратились представители московского Театра-студии киноактёра, где шла подготовка к премьере спектакля «Медведь». Они попросили автора придумать другое наименование для афиш, предложив в качестве возможного варианта «Это просто чудо». Прямо на обороте телеграммы, полученной из театра, драматург набросал несколько новых названий, в том числе «Весёлый волшебник», «Послушный волшебник», «Непослушный волшебник», «Безумный бородач». В итоге было выбрано «Обыкновенное чудо». Под этим заголовком произведение было впервые опубликовано в сборнике «„Тень“ и другие пьесы» (Ленинград, 1956).

## Сюжет
Пьеса начинается с пролога, в котором появившийся на сцене человек объясняет зрителям, что «Обыкновенное чудо» — это сказочная история о любви, в которой сила чувств героев «доходит до такой высоты, что начинает творить настоящие чудеса». Местом первого действия является усадьба в Карпатских горах, где живут Хозяин и его жена. В один из дней Хозяин — он же волшебник — для забавы своей любимой жены устраивает в своём доме встречу Медведя и Принцессы. Семь лет назад Хозяин встретил в лесу молодого медведя и превратил его в человека, заложив в магическое заклинание одно условие — если его полюбит и поцелует дочь Короля, то юноша снова должен превратиться в зверя. И вот сейчас он заманил к себе кортеж вздорного и капризного Короля. Но оказывается, что Принцесса — необыкновенно красивая и добрая девушка, совсем не похожая на королевскую дочь. Юноша и девушка с первого взгляда влюбляются друг в друга, однако на слова Принцессы о поцелуе Медведь реагирует отчаянным восклицанием: «Ни за что!» и бежит из усадьбы.
Потрясенная Принцесса, облачившись в мужской костюм, сообщает отцу, что отныне у неё будет своя жизнь, и уезжает в неизвестном направлении.
Второе действие происходит в трактире «Эмилия», где во время метели маршруты героев вновь пересекаются. Там живёт Трактирщик, а его единственными постояльцами являются Охотник со своими учениками. Одним из учеников является переодетая Принцесса. Туда же прибывают Король со своей свитой и Медведь, который сразу узнаёт возлюбленную. После многочисленных ссор и признаний он рассказывает девушке об истории своего превращения и драматических последствиях, связанных с поцелуем Принцессы, а затем прощается с нею. Волшебник, наблюдающий за этой сценой, жёстко оценивает нерешительность своего «подопечного»: он сообщает, что лишь раз в жизни влюблённым выпадает день, «когда всё удаётся», и отказывается в дальнейшем помогать ему.
В третьем действии Принцесса встречается с Медведем в саду близ моря. Девушка, заболев от тоски по возлюбленному, готовится к смерти. Юноша находит Принцессу, чтобы поцеловать её, перевоплотиться в зверя и погибнуть от охотничьей пули. Однако Охотник напрасно сидит с ружьём в засаде: вопреки ожиданиям, герой после поцелуя остаётся человеком. По словам волшебника, глядящего на идущую по дороге пару, «любовь так переплавила его, что не стать ему больше медведем».

## Художественные особенности
«Обыкновенное чудо» — в отличие более ранних шварцевских пьес «Тень», «Голый король», «Дракон» — не имеет привязки к конкретной исторической эпохе и не несёт в себе антитоталитарного посыла; по словам литературоведов, в этом произведении драматурга интересует прежде всего «природа человека в контексте его взаимоотношений с окружающим миром». В истории про Медведя и Принцессу Шварц создал мир сказочной реальности, в котором волшебство совершается в повседневной бытовой среде — не случайно Хозяйка, ожидая от мужа очередных чудес и каверз, буднично интересуется: «Мне выйти из комнаты?».
Евгений Львович посвятил «Обыкновенное чудо» своей жене Екатерине Ивановне Шварц (1904—1963), отдельные черты которой запечатлены в образе Хозяйки. В свою очередь, Хозяин, который, несмотря на немалый стаж семейной жизни, смотрит на супругу с юношеским восторгом («Её шаги… Пятнадцать лет я женат, а влюблён до сих пор в жену свою, как мальчик, честное слово так!»), — это в определённой степени автопортрет самого драматурга. Авторское посвящение и сентиментальные интонации в сценах с участием Хозяйки являются, по мнению литературоведа Евгения Калмановского, «лирическим ключом к сказке». Друзьям и знакомым драматурга было известно о его трепетном отношении к Екатерине Ивановне — так, режиссёр Николай Акимов однажды обратился к ней с письменной просьбой: «Хорошо зная, как велико то благотворное влияние, которое Вы оказываете на подведомственного Вам драматурга — Шварца, прошу Вас очень в течение ближайших полутора месяцев увеличить выдачу бодрой зарядки, а также проследить за трудовыми процессами Евгения Львовича».
При этом лирические ноты отнюдь не превалируют в сказке: при создании тех или иных образов Шварц использовал самые разные стилистические приёмы. К примеру, психологический портрет Принцессы создан лёгкими акварельными штрихами. Образ её отца — эксцентричного Короля — не линеен: с одной стороны, персонаж жесток и коварен (он наглядно демонстрирует это во время первой встречи с Хозяйкой, когда предлагает ей выпить отравленное вино); с другой — наивно-трогателен в своей безоглядной любви к дочери. Портрет карьериста-Охотника, с готовностью соглашающегося убить сотого медведя, напоминает жёсткий шарж. Нет никаких полутонов и приглушённых оттенков и в образе Министра-администратора, у которого представление о мире укладывается в формулу: «Все люди свиньи, только одни в этом признаются, а другие ломаются».

Герои пьесы многоплановы с позиции двойственности построения картины мира. Отсюда вытекает главная художественная черта произведений Е. Шварца — сюжетно-композиционный полицентризм, при котором происходит наложение сюжетных линий, каждая из которых обладает относительной самостоятельностью. 
Диалоги, которые ведут герои, насыщены «интеллектуальной рефлексией» и нередко осложнены иронией. Так, на экспрессивную реплику Короля, обещающего проглотить мешок пороху и «разорваться в клочья», Трактирщик невозмутимо отвечает, что «эти домашние средства никогда и никому не помогают». Образ Принцессы во многом раскрывается в моменты её признаний, сопровождаемых самоанализом: к примеру, в первом действии она рассказывает отцу и придворным, что в детстве завидовала подругам, имеющим братьев, но после встречи с Медведем эти мечты утратили актуальность: «По-моему, он мне нравится даже больше, чем родной брат». Когда же юноша покидает дом, унося с собой тайну своего превращения, Принцесса начинает искать причины его исчезновения в своём поведении: «Ему не понравилось, что я взяла его за руку при всех… Я говорила о братьях ужасно нелепо».

## Отзывы и рецензии
Афоризмы
- Ровно в полночь... приходите к амбару, не пожалеете. Вы привлекательны, я чертовски привлекателен — чего же время терять?[K 1]
- Вы сумасшедший? — Что вы, напротив! Я так нормален, что сам удивляюсь.
- Предупреждать надо![11]

Рецензентов, писавших в 1950-х годах об «Обыкновенном чуде», интересовала не столько пьеса Шварца как литературное произведение, сколько театральные постановки, связанные с ней; впрочем, это касалось почти всех сказок Евгения Львовича, которого критиковали в основном за отсутствие социально значимых тем и нежелание двигаться по «главным путям советской драматургии». Сам Шварц в дневниковой записи от 17 марта 1956 года отмечал, что хотя «Обыкновенное чудо» уже идёт на сцене Театра-студии киноактёра, критики обходят спектакль своим вниманием.
Позже в некоторых изданиях всё-таки появились отклики. Из заметных отзывов исследователи выделяют рецензию Михаила Жарова, опубликованную в газете «Советская культура» (1956, 22 мая). В ней актёр и режиссёр, с одной стороны, оценил «жанровое своеобразие» нового спектакля театра-студии; с другой — указал, что не все представители театрального сообщества готовы разделить стремление автора пьесы поставить во главу угла «какие-то внешние силы, рок», с помощью которых решается судьба Принцессы и Медведя. По мнению Жарова, неточный посыл был заложен уже в саму идею сказки, герои которой «не борются за своё счастье», а всецело полагаются на волю волшебника. Шварц в дневниковой записи (1956, 25 мая) назвал статью в «Советской культуре» «неприятным и отрезвляющим явлением».

## Воплощения

### В театре
Первую постановку «Обыкновенного чуда» на театральной сцене осуществили Эраст Гарин и его жена — режиссёр и сценарист Хеся Локшина в Театре-студии киноактёра в начале 1956 года; первым исполнителем роли Медведя стал Вячеслав Тихонов. Драматург Леонид Малюгин, побывавший на одном из спектаклей, писал Шварцу, что Гарин сумел найти «верный ключ к пьесе — произведению очень своеобразному». Публика, заполнившая зал до отказа, с участием следила за действом: «Может быть, не всё доходит до зрителя — но здесь многое зависит и от зрителя, которого так долго кормили лебедой, что он уже забыл вкус настоящего хлеба». Весьма тепло отозвался о постановке и другой коллега Евгения Львовича — драматург Александр Крон, отметивший в письме к Шварцу, что «юмор пьесы не капустнический, а философский. Это не юмор среды, это общечеловечно». Писательница Фрида Вигдорова рассказывала драматургу, что на спектакль, состоявшийся 5 февраля, она пришла со знакомой, которая не планировала долго задерживаться в театре: в тот же вечер ей нужно было уехать в Ленинград. Однако история Принцессы и Медведя настолько захватила зрителей, что про билеты на поезд никто не вспомнил: «Было уже всё равно — поспеет она или не поспеет. Гораздо важнее было не проронить ни одного слова, не пропустить ни одной шутки, ни одной мысли».
Следом — в апреле 1956 года — свою версию шварцевской сказки представил ленинградский Театр комедии. Режиссёр Николай Акимов впоследствии вспоминал, что спектакль, ориентированный на вечерние — «взрослые» — показы, оказался интересен и детям, поэтому его пришлось включить и в утренний репертуар. Роль Хозяина исполнил Алексей Савостьянов, Хозяйки — Ирина Зарубина. В спектакле участвовали Виктор Романов (Медведь), Павел Суханов (Король), Людмила Люлько (Принцесса), Елизавета Уварова (Придворная дама).
В 1971 году в московском Театре сатиры режиссёр Маргарита Микаэлян поставила спектакль «Обыкновенное чудо» по той же пьесе, в котором Хозяина — Волшебника играл Юрий Авшаров, Хозяйку — Валентина Шарыкина, Медведя – Михаил Державин, Принцессу – Татьяна Ицыкович (впоследствии по мужу Васильева), Короля — Спартак Мишулин, Министра-администратора — Александр Ширвиндт.

### В кино
Анализируя кинематографические версии «Обыкновенного чуда», исследовали упоминают, что образ медведя-оборотня был создан ещё в 1925 году, когда вышел в свет фильм «Медвежья свадьба» (режиссёры Константин Эггерт и Владислав Гардин), снятый по мотивам «страшной повести» Проспера Мериме «Локис». К экранизации собственно шварцевской пьесы первым обратился Эраст Гарин, выпустивший в 1964 году картину «Обыкновенное чудо», в которой роль Медведя исполнил Олег Видов. Сопоставляя «Медвежью свадьбу» и ленту Гарина, литературовед Людмила Кузнецова писала:

Сюжет «Обыкновенного чуда» повторяет нарративную схему сказки «Красавица и чудовище»: чудовище оказывается прекрасным человеком; а «Медвежья свадьба» схожую ситуацию выворачивает наизнанку: страшное начало, обитающее в душе прекрасного человека, берет в конце концов над ним верх, герой становится монстром, убивающим свою новоиспеченную жену, а его в свою очередь убивают люди.
В 1978 году вышел двухсерийный телевизионный фильм Марка Захарова «Обыкновенное чудо», в котором, по словам Кузнецовой, «медвежья ипостась человека… не оценивается однозначно как жуткая и безнравственная». Оценивая работу актёров, приглашённых в картину, критики писали, что Евгений Леонов (Король) «мягко, но точно» обыграл тему власти в советском обществе, Андрей Миронов (Министр-администратор) воплотил образ «прожжённого циника, перезрелого ловеласа, крайне утомлённого жизнью», а Олег Янковский (Хозяин) — это «интеллигент из бывших, благородной осанки, замкнутый и доброжелательный».

### В музыке
Российская панк-группа «Король и Шут» записала песню «Медведь» из альбома «Жаль, нет ружья» (2002). По словам лидера группы Михаила Горшенёва, текст песни  основан на тему произведений Евгения Шварца.

## Комментарий
1. ↑  В таком виде фраза Министра-администратора воспроизведена в фильме Марка Захарова «Обыкновенное чудо» (1978). В пьесе она звучит несколько иначе: «Ровно в полночь... приходите к амбару... Вы привлекательны, я привлекателен — чего же тут время терять? В полночь. У амбара. Жду. Не пожалеете»[11].